# Opactwo św. Brygidy w Castleknock

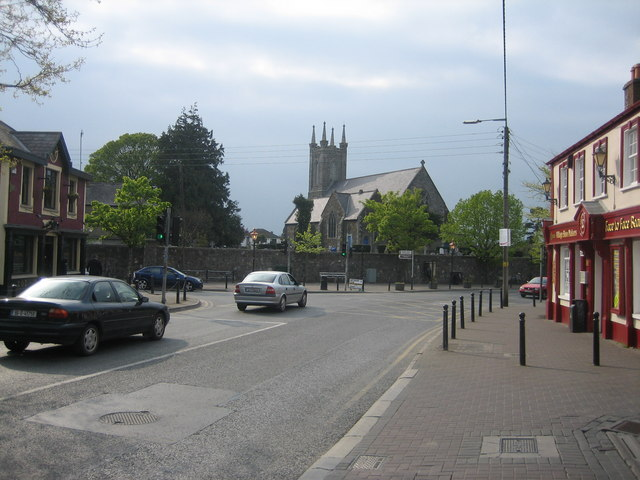
Kościół św. Brygidy w Castleknock

Opactwo św. Brygidy (ang. The Abbey of St. Brigid) – opactwo w Castleknock w Dublinie w Irlandii założone w regule św. Augustyna w roku 1184 przez drugiego barona Castleknock Richarda Tyrella.
W wyniku reformacji anglikańskiej przeprowadzonej przez Henryka VIII klasztor został rozwiązany, a opactwo zniszczone. W roku 1609 w jego miejscu wybudowany zostaje kościół zreformowanego Kościoła Irlandii. Obecny kościół wybudowano w latach 1803–1810. W roku 1855 na wieży zamontowano dwa dzwony, mniejszy odlany w tym samym roku Dublinie i większy, który odlany w Gloucester w roku 1747, przeniesiony został z dublińskiego kościoła św. Werburgi. W roku 1864 do wieży dodano iglicę, którą usunięto w roku 1957 po uszkodzeniu przez piorun.
Ponieważ Áras an Uachtaráin, czyli siedziba prezydenta Irlandii, leży w obrębie parafii kościoła św. Brygidy, znajduje się w nim wydzielona kościelna ławka, z której korzysta urzędujący prezydent. Regularnie korzystał z niej w czasie swego urzędowania Erskine Childers czy Mary McAleese podczas oficjalnej wizyty parafii w roku 1998.